# 列斯聯足球會歷史
列斯聯是列斯市唯一的職業足球會，成立於1919年，列斯聯的前身是列斯城（Leeds City F.C.）。

## 列斯聯的成立
列斯聯的前身列斯城成立於1904年，後來列斯城因非法付款醜聞在1919年倒閉。
列斯城解散不久後，一間新球會在1919年10月17日成立並取而代之，那便是現在的列斯聯，首任領隊為迪·維（Dick Ray）。列斯聯一開始參加了中部聯賽並繼承了艾蘭路球場。
在1920年，當時哈德斯菲爾德的主席希爾頓·哈爾弗（Hilton Crowther）計劃將哈德斯菲爾德和列斯聯合併，但此舉受到哈德斯菲爾德的民眾強烈反對因而告吹。後來希爾頓·哈爾弗成為了列斯聯的主席。
在1920年5月31日，列斯聯以31票擊敗卡迪夫城，獲選加入乙組聯賽。
由於列斯聯和哈德斯菲爾德的關係，所以列斯聯首件主場球衣是參照哈德斯菲爾德的首件主場球衣來設計的。

## 早期（1919-29）
列斯聯的首任領隊是前列斯城球員迪·維，雖然當時列斯聯的主席希爾頓·哈爾弗急不及待誠邀原哈德斯菲爾德領隊亞瑟·花哥夫（Arthur Fairclough）去接替迪·維。
列斯聯的首場聯賽賽事是對維爾港以0-2見負。後來在1920-21年度以第14名的成績完成賽季，及後列斯聯不斷增強實力，在1921-22年度和1922-23年度分別以第8名的和第7名的成績完成賽季，在1923-24年度更勇奪乙組聯賽冠軍。
在1924-25年度，升上了甲組聯賽的列斯聯以第18名完成賽季，列斯聯在1925-26年度亦只是剛剛避開了降班的厄運，在1926-27年度，列斯聯最終降落乙組聯賽，領隊亞瑟·花哥夫（Arthur Fairclough）被辭退，其職務由首任領隊迪·維再度接任。
在1927-28年度，領隊迪·維帶領列斯聯重返甲組聯賽，在1928-29年度以第13名的成績完成賽季。
接著的1929-30年度，列斯聯憑著佐治·韋特（George Reed）、韋利斯·愛德華（Willis Edwards）和歐尼斯特·赫茲（Ernest Hart）組成的強大防線聯同湯姆·真寧斯（Tom Jennings）所帶領的鋒線，以第5名的佳績完成球季。

## 30年代初至40年代末（1930-48）
列斯聯在1930-31年度降級後，接下來的1931-32年度，列斯聯卻又重返英甲，在1932-33年度和1933-34年度分別以第8名和第9名的穩定成績完成賽季。
列斯聯主力韋列夫·葛比（Wilf Copping）在1934年度轉投阿仙奴後，在1934-35年度跌至第18名，迪·維因此被解除職務，由比利·漢臣（Billy Hampson）接任，比利·漢臣憑著他的經驗引入了一些球員，例如艾拔·麥基羅（Albert McInroy）和佐治·布朗（George Brown），比利·漢臣還引入了當時的年青球員伯茨·斯波士頓（Bert Sproston）、比利·霍里斯（Billy Furness）和艾力·史提芬遜（ Eric Stephenson）。在1934-35球季，列斯聯採用了一半黃色和一半藍色作為主場球衣直至1948年。
1935-36年度，列斯聯以第11名的不俗成績完成球季，但是在1936-37年度只能以第19名完成賽季，1937-38年度，列斯聯憑著南非射手哥頓·鶴臣（Gordon Hodgson）的出色表現，以第9名的成績完成球季。
1938-39年度是列斯聯在二戰前的最後一季，以第13名結束球季。
在二戰後的第一個球季，列斯聯僅僅取得18分，令到列斯聯再次降落乙組聯賽，比利漢臣的領隊職位亦被韋利斯·愛德華所取代。 
原以為韋利斯·愛德華會為列斯聯帶來曙光，但不幸的是在1947-48年度卻險遭降班厄運。一年後，韋利斯·愛德華改任助教，由馬祖·法蘭·保奇接任領隊一職。

## 40年代末至60年代初（1948-61）
馬祖·法蘭·保奇任教列斯聯前是狼隊的領隊，他帶領狼隊取得聯賽亞軍並打入足總杯決賽。然而在1948-49年度，列斯聯雖然只能以第15名完成賽季，但是列斯聯名將約翰·查爾斯卻在今季首次代表球隊在聯賽上陣。
1949-50年度，馬祖·法蘭·保奇帶領球隊以較好的第5名完成球季，並簽入了當時只有15歲的列斯聯名宿積奇·查爾頓。
1950-51年度和1951-52年度，列斯聯分別以第5位和第6名完成球季。
1952-53年度，馬祖·法蘭·保奇作出了一個重大的舉動，將原來司職後衛的約翰·查爾斯轉型為前鋒，此舉成效非常顯著，約翰·查爾斯在29次上陣中已攻入了27球，他原本的位置則由積奇·查爾頓所取代。五年後，馬祖·法蘭·保奇加盟了華素爾。
為了填補馬祖·法蘭·保奇的空缺，列斯聯找來英格蘭傳奇人物賴奇·卡特（Raich Carter），最初韋治·卡塔爾和球員之間出現了不和的情況，團隊精神因韋治·卡塔爾將大量注意力放在約翰·查爾斯身上而受損，縱然約翰·查爾斯在上陣的39場攻入42球，最終在1953-54年度亦只能以第10名完成球季。
1954-55年度，韋治·卡塔爾帶領球隊以第4名完成當季，然而，列斯聯的主力約翰·查爾斯受到了當時的一些頂級聯賽球會的注意，可幸的列斯聯最終沒有讓其離去。
韋治·卡塔爾在1955-56年度，將約翰·查爾斯從前鋒恢複為原來的後衛位置。最終列斯聯取得聯賽亞軍，自1947年度以來，再次重返甲組作賽。
列斯聯回歸甲組的1956-57年度以第8名完成當季，然而在1956年9月，列斯聯主場艾蘭路球場的西看台失火，造成了極大的破壞，總計損失約10萬英鎊，為了取得大量資金去重建西看台，列斯聯逼不得已將約翰·查爾斯售予祖雲達斯，並以破了當時轉會費6萬5千英鎊售出。
列斯聯失去了約翰·查爾斯這個重心球員後，在接下來的1957-58年度，只能以第17名完成賽季，領隊韋治·卡塔爾亦不獲續約。
比爾·蘭本（Bill Lambton）在1958-59年度，成為列斯聯的新領隊， 比爾·蘭本沒有執教球會的經驗，表現乏善足陳，比爾·蘭本在位期間最大的貢獻是簽入了列斯聯傳奇人物唐·李維。
比爾·蘭本的後繼人是積·泰萊（Jack Taylor），在執教列斯聯前，他是執教昆士柏流浪，新領隊並沒有令列斯聯起死回生，在1959-60年度再次降落乙組作賽。 
積·泰萊在1961年3月被解僱，接替領隊的是唐·李維。

## 唐李維王朝（1961-74）
1961-62年度，唐·李維在列斯聯財政極困難期間，保住了在乙組的位置。
唐·李維將列斯聯的實力進一步提升了，後防以積奇·查爾頓為重心，中場則依靠波比·哥連斯（Bobby Collins）為重心，並引入了一批年輕球員，例如諾曼·亨特（Norman Hunter）、保羅·連尼（Paul Reaney）、加利·史拉克（Gary Sprake），比利·布藍拿和在曼聯引入了尊尼·基路士（Johnny Giles），在1964年，這一個全新的組合令到列斯聯再一次重回甲組的懷抱。
1964-65年度，列斯聯在甲組的成績突飛猛進，僅因為得失球差而取得第2名，另外，列斯聯亦打進了足總杯決賽，但以1-2落敗。最令人難忘的是，列斯聯的艾伯特·約翰內斯遜（Albert Johanneson）成為首位在足總杯決賽上陣的黑人球員，列斯聯開始在甲組站穩陣腳，當季再次以第2名的佳績完成球季，另外還打進了歐洲博覽會杯四強。  
1966-67年度，雖然列斯聯在甲組只能以第4名完成賽季，卻在歐洲博覽會杯打入決賽，但最終以0-2敗陣。
唐·李維在1967-68年度取得首個獎盃，雖然列斯聯當季亦只能以第4名完成賽事，但列斯聯憑泰利·谷巴（Terry Cooper）的入球以1-0擊敗阿仙奴，勇奪聯賽盃冠軍並借米克·鍾斯（Mick Jones）的入球擊敗費倫茨城（Ferencvaros），奪得歐洲博覽會杯冠軍的，列斯聯更是首隊英格蘭球隊奪得此項殊榮。
列斯聯在1968-69年度首次奪得甲組聯賽冠軍，當季列斯聯只輸掉兩場比賽，主場更全季不敗。
1969-70年度，唐·李維希望贏得聯賽冠軍、足總杯和歐聯，但均失敗，在聯賽中只能位列第2名，歐聯只能晉身四強，雖然列斯聯打進了足總杯決賽，卻仍敗給車路士而屈居亞軍。
1970-71年度，雖然列斯聯再次奪得聯賽亞軍，但列斯聯在足總杯第五圈便出局，令人驚喜的是列斯聯在歐洲賽場的表現，他們憑著米克·碧斯（Mick Bates）、保羅·馬德雷（Paul Madeley）和阿倫·奇勒的入球逼和祖雲達斯，憑作客入球優惠奪得歐洲博覽會杯冠軍 
1971-72年度，列斯聯奪得足總杯冠軍。1972-73年度，列斯聯以第3名完成球季，雖然列斯聯在當季打進了足總杯和歐聯決賽，但均未能奪冠。
1973-74年度，列斯聯開季取得連續29場不敗，全季更只是輸掉4場而已，1974年，唐·李維離開了列斯聯，轉為任教英格蘭。
在唐·李維任教的13年間，列斯聯取得兩次甲組聯賽冠軍、一次足總杯冠軍、一次聯賽盃冠軍、兩次歐洲博覽會杯冠軍、一次乙組聯賽冠軍和一次慈善盾，他亦帶領列斯聯三次打進足總杯決賽、兩次打進足總杯四強、一次打進歐洲博覽會杯決賽、兩次打進歐洲博覽會杯四強、一次打進歐聯決賽和一次打進歐聯四強。列斯聯在其帶領下亦先後五次奪得甲組聯賽亞軍，一次第3名和兩次第4名。
唐·李維所帶領球員，大多成為國腳，在1970年，列斯聯所有的20名球員中，一共有17名球員是國腳。
唐·李維所帶領的隊伍被足球雜誌選為歷年來最強盛的五十大隊伍的其中之一。

## 70年代
唐·李維離開列斯聯時，向會方推薦了尊尼·基路士以填補他的位置，然而列斯聯卻找來白賴仁·哥洛夫（Brian Clough）擔任領隊，他曾經帶領打比郡在1972年奪得聯賽冠軍，白賴仁·哥洛夫的模式與前任領隊唐·李維大為不同，在白賴仁·哥洛夫向球員的首次講話中，他說道為了贏取獎盃，我們應不擇手段，白賴仁·哥洛夫亦漠視較年老的球員，最著名的是他對處於受傷邊緣的艾迪·格雷（Eddie Gray）說，如果您是一匹馬，您會在一年之內被射殺。白賴仁·哥洛夫的首五場賽事，只能錄得一勝，與上季連續29場不敗全然不同。部份球員，如尊尼·基路士認為需要重建出唐·李維時的盛世。 不久後，白賴仁·哥洛夫轉投諾定咸森林，他在列斯聯亦只有短短的44日。
1974年10月，前英格蘭隊長占美·岩菲路（Jimmy Armfield）成為列斯聯的領隊，占美·岩菲路著手重建出唐·李維的盛世，占美·岩菲路帶領列斯聯打進了歐聯，僅以0-2見負。唯此場決賽球證的裁決卻備受質疑，比利·布藍拿的入球被認為是越位在先，另外球證亦兩次沒有給予列斯聯點球，第一次是碧根鮑華在禁區內犯手球，第二次則是列斯聯球員阿倫·奇勒在禁區內被絆倒。列斯聯球迷對此非常不滿，並破壞王子公園體育場的設施，最終列斯聯被禁止參加歐洲賽資格三年，而該場的球證亦宣佈不會再擔任歐洲賽裁判。
占美·岩菲路引入了一些有質素的球員，如法蘭·格雷（Frank Gray）、泰利·沃禾亞（Terry Yorath）、哥頓·麥昆（Gordon McQueen）、祖·佐敦（Joe Jordan）、東尼·居利（Tony Currie）、亞瑟·格拉咸（Arthur Graham）和白賴仁·芬尼（Brian Flynn）。占美·岩菲路執教的四年中，為列斯聯取得歐聯亞軍，及後在1978年7月，些路迪名將澤克·史甸取代了其位置。

## 80年代
些路迪名將澤克·史甸成為了列斯聯領隊在44日後便轉教蘇格蘭。1978年10月，領隊職位由占美·阿當臣（Jimmy Adamson）接任，在這之前他是執教般尼。1979-80年度在占美·阿當臣帶領下，頭七場賽事中，列斯聯只能勝出四場。最終在球迷的壓力下， 占美·阿當臣在1980年9月被解僱。
占美·阿當臣離開後，由列斯聯名將阿倫·奇勒（Allan Clarke）接任領隊，1981-82年度的首場賽事，列斯聯以1-5大敗予史雲斯，阿倫·奇勒雖然引入了彼得·班尼斯（Peter Barnes），但他對列斯聯的影響不大，在1981年12月12日與1982年4月6日之間，列斯聯在14場聯賽賽事中，僅攻入五球，最終在1981-82年度降班，阿倫·奇勒的職位亦被艾迪·格雷（[Eddie Gray）所取代。
艾迪·格雷在任期間，因列斯聯財困關係，所以多而年青球員為骨幹，例如尼爾·阿史拔（Neil Aspin）、艾雲、約翰·舒爾頓（John Sheridan）、 史葛·斯拉士（Scott Sellars）和波爾·泰萊（Bob Taylor）。
1985年，比利·布藍拿接任艾迪·格雷的職務。1987年，比利·布藍拿帶領列斯聯打進附加賽卻未能晉級，又助球隊打進了足總杯四強。1988年10月，比利·布藍拿被解僱，後繼者是侯活·韋健遜。

## 80年代後期至90年代
侯活·韋健遜積極羅致了一些有實力的球員，如哥頓·史特根、韋利·鍾斯（Vinnie Jones）、美爾·史特蘭（Mel Sterland）、李·卓文（Lee Chapman）和基斯·花哥夫（Chris Fairclough），侯活·韋健遜亦重用大衛·柏堤（David Batty）和史必等年輕球員。1989-90年度，列斯聯在八年後重返甲組聯賽。
侯活·韋健遜繼續擴張球隊，引入了約翰·盧傑斯（John Lukic）、基斯·韋茲（Chris Whyte）和加利·麥亞里士打。最終在1990-91年度以第4名結束重返甲組的第一個賽季。及後侯活·韋健遜繼續擴軍，買入了東尼·杜利高（Tony Dorigo）、史提芬·鶴治（Steve Hodge）、 洛·華理士（Rod Wallace）和艾力·簡東拿。 
1991-92年度，列斯聯勇奪最後一屆甲組聯賽冠軍全賴由哥頓·史特根、大衛·柏堤、加利·麥亞里士打和史必所組成的中場線。
1992-93年度，首屆英超開始，列斯聯成為英超創始成員，並擊敗利物浦而奪得慈善盾。列斯聯將主力艾力·簡東拿售予曼聯後，聯賽中的表現便差劣起來，全季客場不勝，僅以第17名避過降班的厄運。
1993-94年度和1994-95年度，列斯聯均以第5名完成賽季。及後侯活·韋健遜引入了卡爾頓·柏瑪（Carlton Palmer）和托马斯·布罗林（Tomas Brolin）。
1995-96年度，列斯聯在聯賽僅位列第13位，不過在聯賽盃卻奇蹟地打入決賽，惜最終敗給阿士東維拉。 
雖然尼祖·馬田（Nigel Martyn）和李·保耶（Lee Bowyer）不久後加盟列斯聯，但在1996-97年度主場以0-4大敗予宿敵曼聯後，侯活·韋健遜被終止合約。
前阿仙奴領隊佐治·格拉咸接替侯活·韋健遜成為列斯聯的領隊，在1996-97年度以第11名完成賽季。佐治·格拉咸其後著手引入了哈索賓基和布雷諾·列比路（Bruno Ribeiro），並提拔了年青球員哈利·基維爾。這些改動成效不錯，在1997-98年度，列斯聯以第5名完成球季。然而在1998-99年度，佐治·格拉咸離開了列斯聯，轉為執教熱刺。

## 90年代末至千禧年後
列斯聯原本是想找奧尼爾出任領隊，但最終找了大衛·奧拉利（David O'Leary）為領隊。
大衛·奧拉利非常重用莊拿芬·活基治、阿倫·史密夫、基維爾和夏迪等年青球員。1998-99年度，列斯聯憑著年青活力以第4名結束球季。
1999-2000年度，列斯聯更進一步，以第3名完成球季。
列斯聯闖進了歐協盃四強，對手是加拉塔沙雷，最終列斯聯以0-2敗陣，但更值得關注的是，兩名列斯聯球迷洛德（Christopher Loftus）和史匹特（ Kevin Speight）在賽前遭人刺殺。列斯聯在主場亦只能賽和對手。每當刺殺事件接近一週年時，列斯聯便會在賽前默哀一分鐘以示尊敬。
2000-01年度，列斯聯在歐聯，先後擊敗拉素和AC米蘭等強敵，但最終在四強敗給華倫西亞。此季列斯聯僅取得第4名，因而失去下季歐聯資格。
2001-02年度，列斯聯的排名明顯有所回落，雖然買入科拿等好手，但只是位列第5位。其實，列斯聯曾一度在1月1日佔據著榜首位置，但在出售里奧·費迪南予曼聯後，並需要兼顧盃賽之下，因而無緣奪得英超冠軍。
大衛·奧拉利亦最終被解僱，領隊職務由泰利·雲拿保斯（Terry Venables）接任。
2003年1月，列斯聯為了減輕負債，先後出售了羅比·堅尼、科拿、和莊拿芬·活基治等球員，但由於泰利·雲拿保斯曾向當時的列斯聯主席承諾不會出售球員，結果，彼得·列特（Peter Reid）接替了其職務，當時的列斯聯正處於降班邊緣，幸在倒數第二輪以3-2擊敗阿仙奴，才免受降班的厄運。
2003年，哈利·基維爾被出售到利物浦。2003-04年度，列斯聯在頭12場賽事僅取得8分，在列斯聯大敗予樸茨茅夫6-1後，彼得·列特被解僱，前任領隊艾迪·格雷（Eddie Gray）代理領隊職務直至賽季結束。
2003-04年度，列斯聯終無可避免地降落英冠，艾迪·格雷的位置亦被奇雲·布力維爾（Kevin Blackwell）取代。
當季結束後，為了減輕負債，保羅·羅賓遜、維杜卡和阿倫·史密夫等球員相繼被出售，連同主場艾蘭路球場亦被出售。
2005年1月21日，肯·碧斯（Ken Bates）買入了列斯聯50%的股份，並成為球隊的新主席。肯·碧斯的注資暫時解決了列斯聯的燃眉之急。肯·碧斯曾經是三間球會的主席，較為人熟知的是車路士。
奇雲·布力維爾（Kevin Blackwell）被逼將艾朗·連儂等有實力的球員賣出，只能以大量借用球員為主力，最終列斯聯在2004-05年度位列英冠中游。

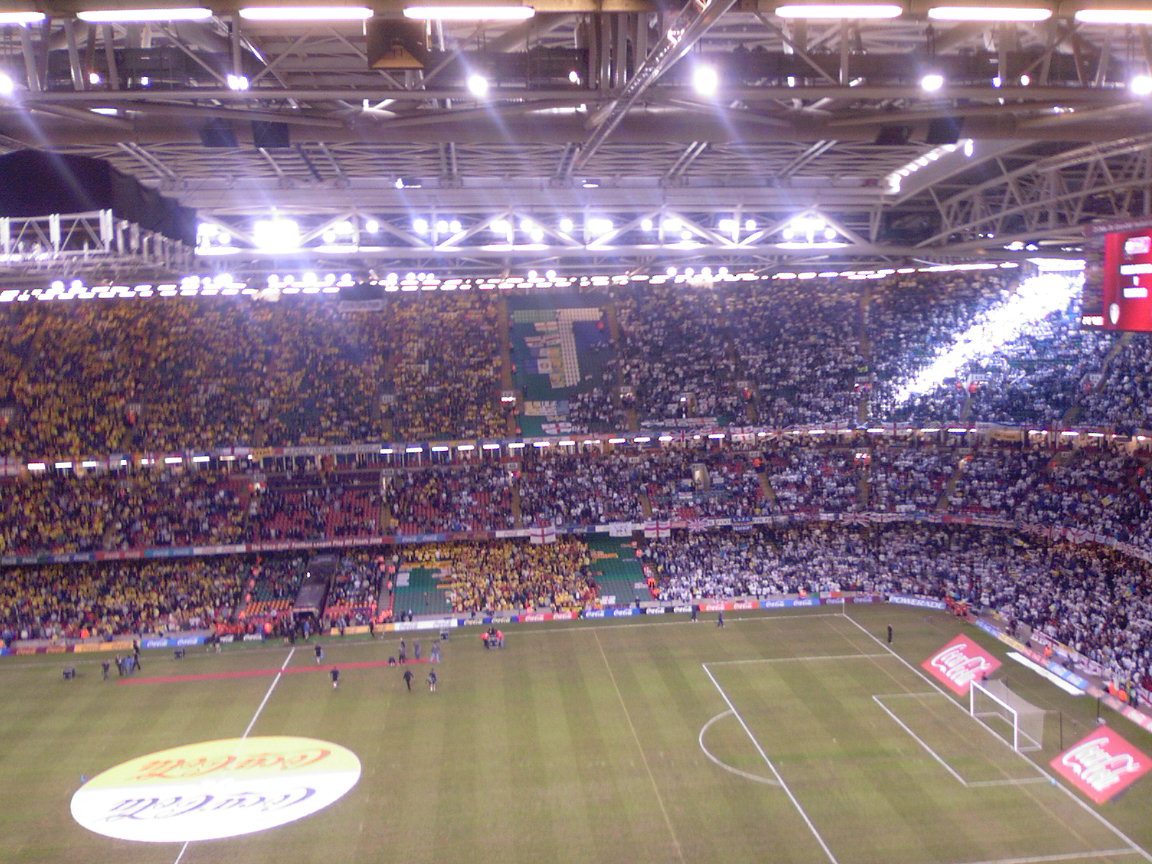
列斯聯對屈福特

經過一番重整後，2005-06年度，列斯聯成功取得附加賽資格，雖然擊敗了其中一位競爭對手普雷斯頓，但最終敗給屈福特而無緣升班。
2006年9月20日，奇雲·布力維爾被解約，約翰·卡佛（John Carver）暫代其職位，及後大衛·吉蒂斯（David Geddis）又取代了其職位。2006年10月25日，丹尼斯·韋斯正式成為列斯聯的領隊。

## 近況
丹尼斯·韋斯借用了阿倫·湯臣和費奧等球員，但無助球隊，最終列斯聯被財務接管，足總依例判處扣減10分後，黯然降落英甲。2007年8月7日，列斯聯正式買入阿倫·湯臣和費奧等經驗豐富的球員， 並買入卡斯柏·安基格倫 和前英格蘭U21成員大衛·普律頓等。阿倫·湯臣更被丹尼斯·韋斯任命為隊長。列斯聯的第一場英甲賽事憑著特里索·簡度在89分鐘的入球以2-1擊敗燦美爾，接下來的六場更錄得全勝，打平了34年前在1973-74年度所創下的紀錄。丹尼斯·韋斯分別在2007年8月和2007年9月成為每月最佳領隊。然而，丹尼斯·韋斯卻於此時轉投紐卡素任職足球總監。加利·麥亞里士打接替丹尼斯·韋斯的職位，在加利·麥亞里士打帶領下，列斯聯確定了附加賽資格。惜最終敗給唐卡士打而升班失敗。

## 註腳
1. ↑  .   [2008-04-27]. （原始内容存档于2020-11-29）.
2. ↑  . Dave Moor. Historical Kits. 2006-10-28  [2006-10-13]. （原始内容存档于2020-09-21）.
3. ↑  "Welcome To Elland Road", Les Rowley & James Brown (1999), IFG Publishing, ISBN 0953633802
4. ↑  . BBC News. BBC. 2000-04-06  [2006-09-17]. （原始内容存档于2017-07-23）.
5. ↑  . BBC News. BBC. 2000-04-07  [2006-09-17]. （原始内容存档于2016-01-13）.
6. ↑  . BBC News. BBC. 2000-04-09  [2006-09-17]. （原始内容存档于2016-01-13）.
7. ↑  . BBC Sport. BBC. 2006-11-12  [2006-10-31]. （原始内容存档于2020-11-12）.
8. ↑  . BBC Sport. BBC. 2005-01-21  [2006-10-31]. （原始内容存档于2017-06-20）.
9. 1 2  . BBC Sport. 2007-08-09  [2007-07-10]. （原始内容存档于2008-02-13）.
10. ↑  . BBC Sport. 2007-08-07  [2007-07-10]. （原始内容存档于2009-05-15）.
11. ↑  . BBC Sport. 2007-08-07  [2007-07-10].
12. ↑  . BBC Sport. 2007-08-11  [2007-07-12].
13. ↑  . YorkshireEveningPost.co.uk. 2007-09-11  [2007-09-11]. （原始内容存档于2013-01-14）.
14. ↑  . BBC Sport. 2007-08-30  [2007-09-01]. （原始内容存档于2020-05-03）.
15. ↑  . BBC Sport. 2007-10-04  [2007-10-09]. （原始内容存档于2007-10-11）.
16. ↑  . BBC Sport. 2008-01-28  [2008-01-28]. （原始内容存档于2008-01-29）.
17. ↑  . BBC Sport. 2008-01-29  [2008-01-29]. （原始内容存档于2016-01-13）.

## 外部連結
- Official website（页面存档备份，存于）
- Leeds History （页面存档备份，存于） at leeds-fans.org.uk
- History of the Club （页面存档备份，存于） at mightyleeds.co.uk
- Leeds United F.C. History （页面存档备份，存于） at ozwhitelufc.net.au
- A concise Leeds United history （页面存档备份，存于） at wafll.com
- Leeds United （页面存档备份，存于） at Football Club History Database